# مجلة الشبكة العراقية
مجلة الشبكة العراقية مجلة أسبوعية عراقية تصدر عن شبكة الإعلام العراقي

## نبذة عنها
تأسست أواخر العام 2005 شعارها “مجلة العائلة العراقية” عام 2018 بدأت شبكة الإعلام العراقي طبع مجلتها «مجلة الشبكة العراقية» في مجمع الطباعة الذي افتتحه رئيس الشبكة مجاهد أبو الهيل بعد أن كانت تطبع في دار الشؤون الفنية.

الفنانة إيناس طالب على غلاف مجلة الشبكة العراقية

## فريق العمل
| المنصب             | الاسم         |
| ------------------ | ------------- |
| رئيس التحرير       | نرمين المفتي  |
| مدير التحرير       | إياد عطية     |
| المدير الفني       | مصطفى الربيعي |
| مدير الصفحة الفنية | حيدر النعيمي  |

## أبواب
- الرئيسية
- ملف العدد
- خاتون
- بانوراما
- ثقافية
- فنون
- تحقيقات
- ذاكرة مكان
- أعمدة
- كاريتكر
- أسرتي
- منوعة
- رياضة